# ستارا گازومیا
ستارا گازومیا (به لهستانی:  Stara Gazomia) یک روستا در لهستان است که در گمینا موشچنگتسا (استان ووتسکی) واقع شده‌است.